# تشاد كونيل
تشاد كونيل هو ممثل كندي، ولد في 20 مايو 1983 في كندا.

## وصلات خارجية
- تشاد كونيل على موقع IMDb (الإنجليزية)
- تشاد كونيل على موقع قاعدة بيانات الفيلم (الإنجليزية)